# Sierra de la Paramera
La sierra de la Paramera es un conjunto de montes de la península ibérica situado en el sistema Central. Se ubica en la provincia española de Ávila, en la comunidad autónoma de Castilla y León. La Paramera de Ávila pertenece al espacio natural protegido de las Sierras de la Paramera y Serrota. Su cima de mayor altitud es el Pico Zapatero, de 2158 metros de altitud.

## Geografía

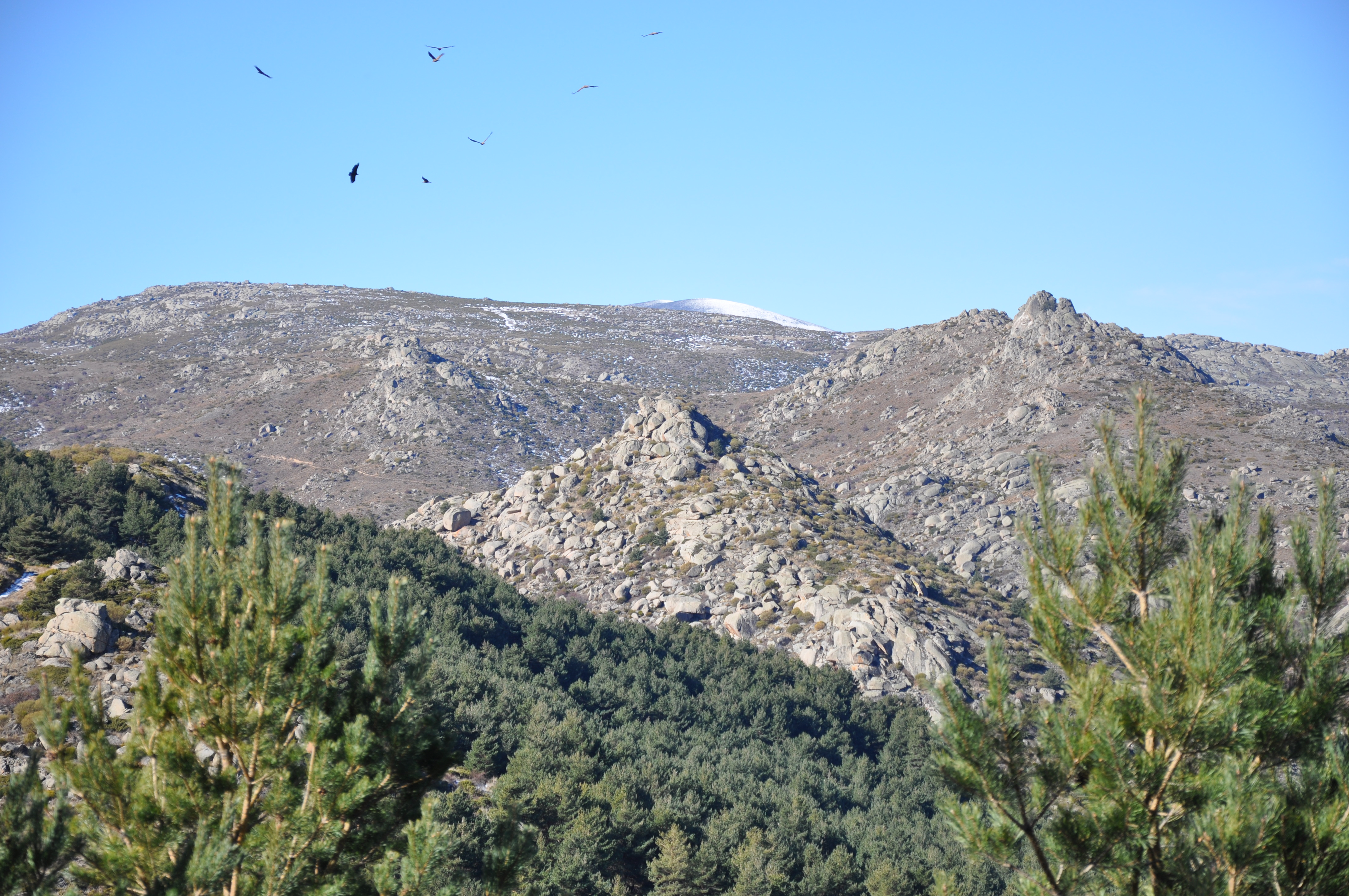
Sierra de la Paramera.

Al norte de la sierra de Gredos, y separada de este núcleo orográfico por el valle del Alberche, se levanta la Paramera de Ávila, que, al este del puerto del mismo nombre y a través de la cuerda de los Polvisos, enlaza con la sierra de Malagón. Este macizo tectónico se levanta en su vertiente norte sobre la fosa del Adaja, o valle de Amblés, a través de fracturas E-O, como la de la Hija de Dios, NE y NNE. El sector más oriental de esta sierra se convierte en una verdadera paramera, relieve de cumbres planas, extensas y de elevación modesta (1567 metros en el cerro de la Chorrera) que dominan el sector oriental de la fosa del Alberche, y se inclinan suavemente hacia el N. La falla N-S del Herradón-Casillas separa estructuralmente estos relieves del bloque de Malagón, aunque, al menos en el sector oriental de la Paramera, se prolongan las morfoestructuras aplanadas y cortadas por fracturas ortogonales típicas de aquel.
La sierra de Yemas que accidenta la fosa del Adaja, es un pequeño relieve, constituido por rocas metamórficas, aislado de la Paramera por fracturas E-O y NE.

## Flora
La formación de matorral es la predominante, donde destaca el piorno serrano (Cytisus balansae) leguminosa arbustiva que no llega a superar el metro de altura, acompañando a esta especie aparece el enebro rastrero (Juniperus communis) en su forma postrada de montaña, muy conocido por el uso de sus gálbulos (nebrinas) para la obtención de ginebra al redestilar el whisky con dichas nebrinas, es frecuente también la existencia de helechares. Cerca del límite inferior de los piornales se observan otros piornos que cubren superficies en el piso del roble como consecuencia de la tala. Entre ellos destacan la hiniesta (Genista cinerascens) la retama negra (Cytisus scoparius) y el escobón (Genista florida).
Aquellas partes libres de arbustos están ocupadas por prados de diente donde se alimenta el ganado. Las praderas y pastizales adquieren gran relevancia, destacando los cervunales, desarrollados en suelos profundos con hidromorfia temporal, donde es característica la presencia del cervuno (Nardus stricta). Las formaciones arbóreas presentan escasa entidad, destacando las masas de roble melojo o rebollo (Quercus pyrenaica) en las partes bajas junto a las encinas (Quercus ilex) que adquieren casi siempre la forma de monte adehesado.
En las márgenes de los ríos aparecen retazos del típico bosque galería a base de chopos (Populus alba) y sauces (Salix atrocinerea). Respecto a la coníferas, destacan los pinares relícticos de pino silvestre (Pinus sylvestris) y pino cascalbo (Pinus nigra subsp salzmannii), que presentan en Gredos sus límites occidentales de su área de distribución mundial, y en áreas más bajas, las extensas masas naturales de pino negral o resinero (Pinus pinaster) y pino piñonero (Pinus pinea).

## Cumbres principales

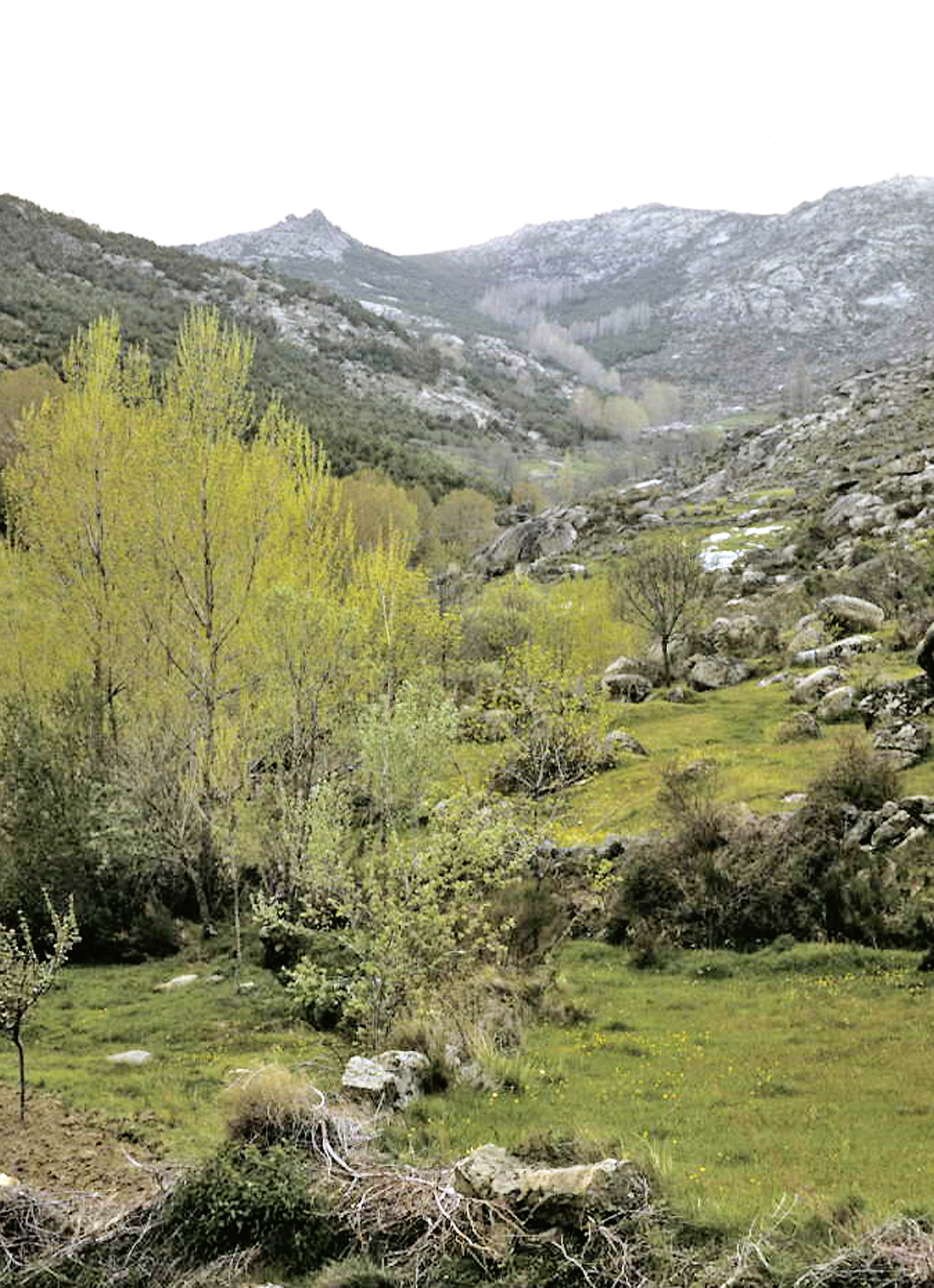
Vistas desde Navalmoral de la Sierra.

En la cuerda, y de oeste a este, se sitúan los siguientes picos: Majalespino (1924 m), peña de la Graja (1876 m), alto de Risco Pardo (1869 m), Cabeza Redonda (1968 m), alto de La Hoya (2134 m), Risco Redondo (2054 m), Zapatero (2158 m), Cancha Morena (2122 m) y Risco del Sol (2113 m), estos tres últimos llamados en plural «Picos Zapateros». Y la de los «Baldíos», situada al N y O de la zona culminante y aislada de estas por el valle del arroyo de la Gaznata, se individualiza al norte de Riofrío la pequeña «sierra de Yemas».

## Puertos
Desciende la sierra de la Paramera al este, aunque menos, sobre el puerto de Menga (1566 m), que la separa de la Serrota, donde el relieve se eleva hasta 2294 m. Al sur se encuentra el puerto de Navalmoral (1514 m), conectando el valle del Alberche con el valle de Amblés. 
El alto de la Paramera (1523 m) se encuentra situado en el municipio de Navalmoral de la Sierra, en lo alto del puerto de Navalmoral, muy próximo a la ermita de San Cristóbal.
La sierra de la Paramera es divisoria de aguas entre la cuenca del Tajo y la del Duero. La vertiente sur vierte al Alberche (Tajo) y la norte, al Adaja (Duero).